# جنگجوی بزرگ (فیلم ۲۰۲۳)
جنگجوی بزرگ (انگلیسی: The Great Warrior) (به هندی: Maaveeran) فیلم ابرقهرمانی هندی تامیل-زبان، محصول سال ۲۰۲۳ است که توسط مادونی اشوین (Madonne Ashwin) کارگردانی شد. بازیگران اصلی سیواکارتیکیان و آدیتی شانکار هستند و ساریتا، میسکین، مونیشا بلیسی، یوگی بابو و سونیل نقش مکمل را بازی کرده‌اند.
فیلمبرداری اصلی در ماه اوت ۲۰۲۲ شروع شد و در ژوئن ۲۰۲۳ خاتمه یافت. فیلم در روز ۱۴ ژوئیه ۲۰۲۳ به اکران جهانی درآمد که نظرات مثبت منتقدان را در پی داشت و به یک فیلم موفق تجاری در گیشه فروش تبدیل شد.